# Jakub van Sienno
Jakub van Sienno of Sienniennius (Sienno, 1414 – Łowicz, 4 oktober 1480) was de 35e bisschop van Krakau, bisschop van Włocławek, aartsbisschop van Gniezno en diplomaat.

## Biografie
Jakub van Sienno werd geboren in de machtige Poolse heraldische clan Dębno als vierde zoon van de woiwode van Sandomierz Dobiesław van Sienno en Katarzyna Oleśnicka, dochter van Dymitr van Goraj. Hij was de neef van kardinaal Zbigniew Oleśnicki.
Toen Tomasz Strzępiński in 1460 overleed barstte een politieke strijd los om de bisschopsambt van Krakau. Hij had in het geheim namelijk zijn ambt aan Jakub van Sienno toegezegd, waarna de laatstgenoemde naar Rome vertrok om toestemming van Paus Pius II te krijgen. De paus, die onder de indruk was van zijn diensten als diplomaat in 1459, benoemde hem op 14 november 1460 als de opvolger van Strzępiński. Jakub keerde naar Polen terug met het pauselijk bevel, barricadeerde zich op 31 mei 1461 in zijn kasteel in Pińczów en bleef volhouden dat de bisschopsambt aan hem toekwam. Hij werd daarin gesteund door de machtige families Teczynski, Melsztyn en Olesnicki. Koning Casimir IV van Polen had zijn eigen kandidaat voor ogen en weigerde deze pauselijke nominatie te accepteren. Het conflict met de koning laaide op toen de koning het bevel gaf om het kasteel in Pińczów te belegeren en alle huizen in Krakau van voorstanders van Sienno te plunderen. Toen de paus dreigde om de koning te excommuniceren, verbande Casimir IV de pauselijk benoemde bisschop. Een pauselijk gezant werd naar Polen gestuurd om een oplossing in deze kwestie te vinden, maar de Paus trok al op 16 januari 1462 zijn nominatie terug. Beweegredenen hiervoor zijn te vinden in de feit dat de koning gesteund werd door de Poolse aartsbisschop en bisschoppen. Jakub van Sienna deed in januari 1463 tijdens de Sejm in Piotrków Trybunalski afstand van zijn bisschopsambt. Pius II kreeg een grote compensatie en Jakub van Sienna werd in maart 1464 aangesteld als bisschop van Włocławek.
Na dit conflict bleef Jakub van Sienno loyaal aan de koning en werd hiervoor uiteindelijk in 1474 beloond met de aartsbisschopsambt van Gniezno.

## Galerij

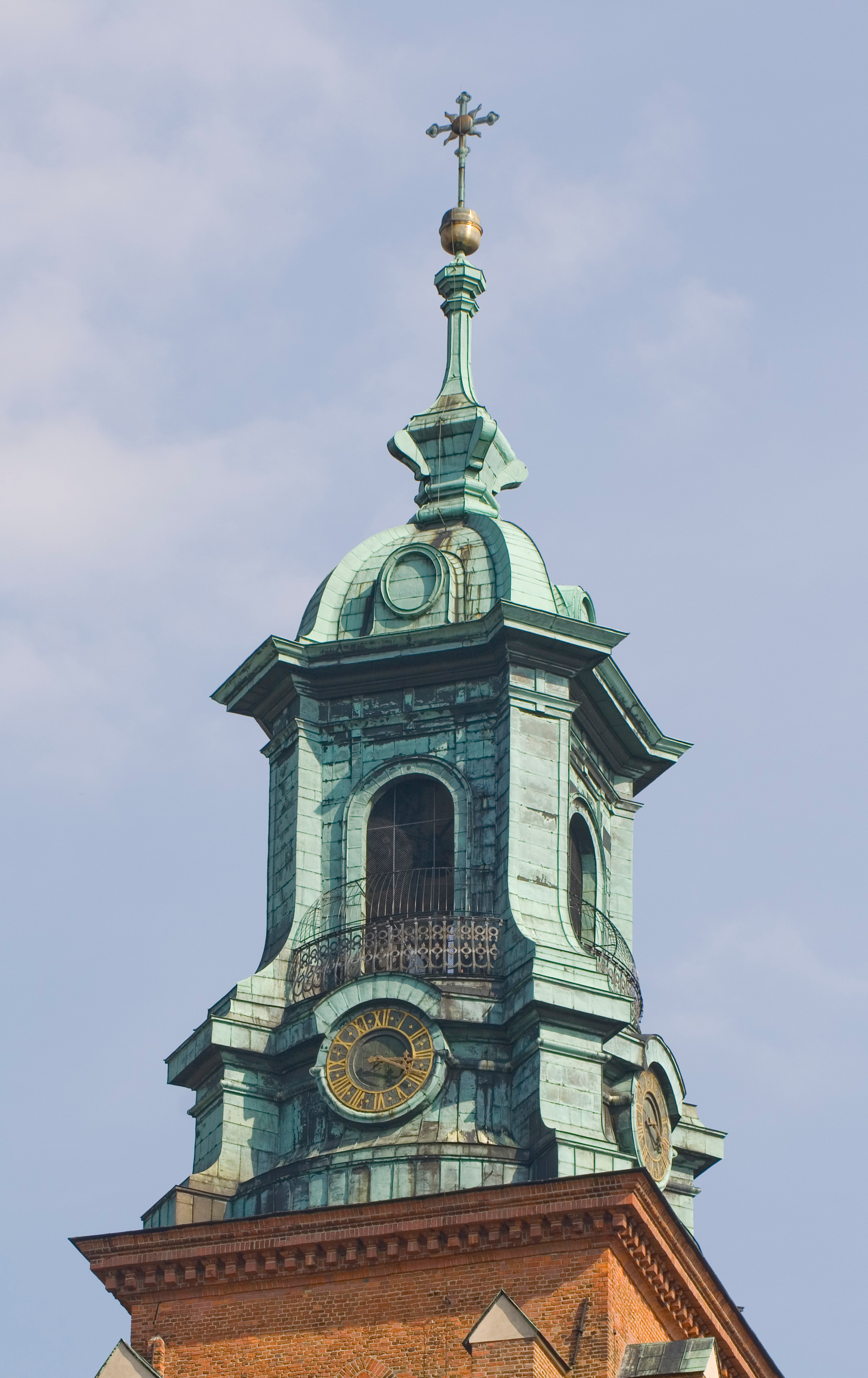
Grafplaat van Jakub van Sienno. Basiliek van Gniezno.
- Het kruis op de Basiliek van Gniezno, opgericht door Jakub van Sienno.

- Virtual International Authority File: 622151778249218130003